# Gina Fasoli
Luigina (Gina) Fasoli (* 5. Juni 1905 in Bassano del Grappa; † 18. Mai 1992 in Bologna) war eine italienische Mittelalterhistorikerin.
Fasoli schrieb sich bereits als 17-Jährige an der Universität Bologna ein, wo sie ihr Studium 1926 beendete. Ihre Doktorarbeit schrieb sie über die unveröffentlichten Statuten ihrer Heimatstadt. Sie lernte bei Luigi Simeoni am Lehrstuhl für mittelalterliche und neuzeitliche Geschichte.
1950 wurde Fasoli Dozentin und damit die erste Frau in Italien, die einen Lehrstuhl für Mediävistik innehatte. Zuerst unterrichtete sie an der Universität Catania, ab 1957 an der Universität Bologna, wo sie bis zur Emeritierung 1981 lehrte. Ihre Schwerpunkte lagen auf der Historiographie, der Geschichte der Langobarden und der der Städte.

## Leben und Werk

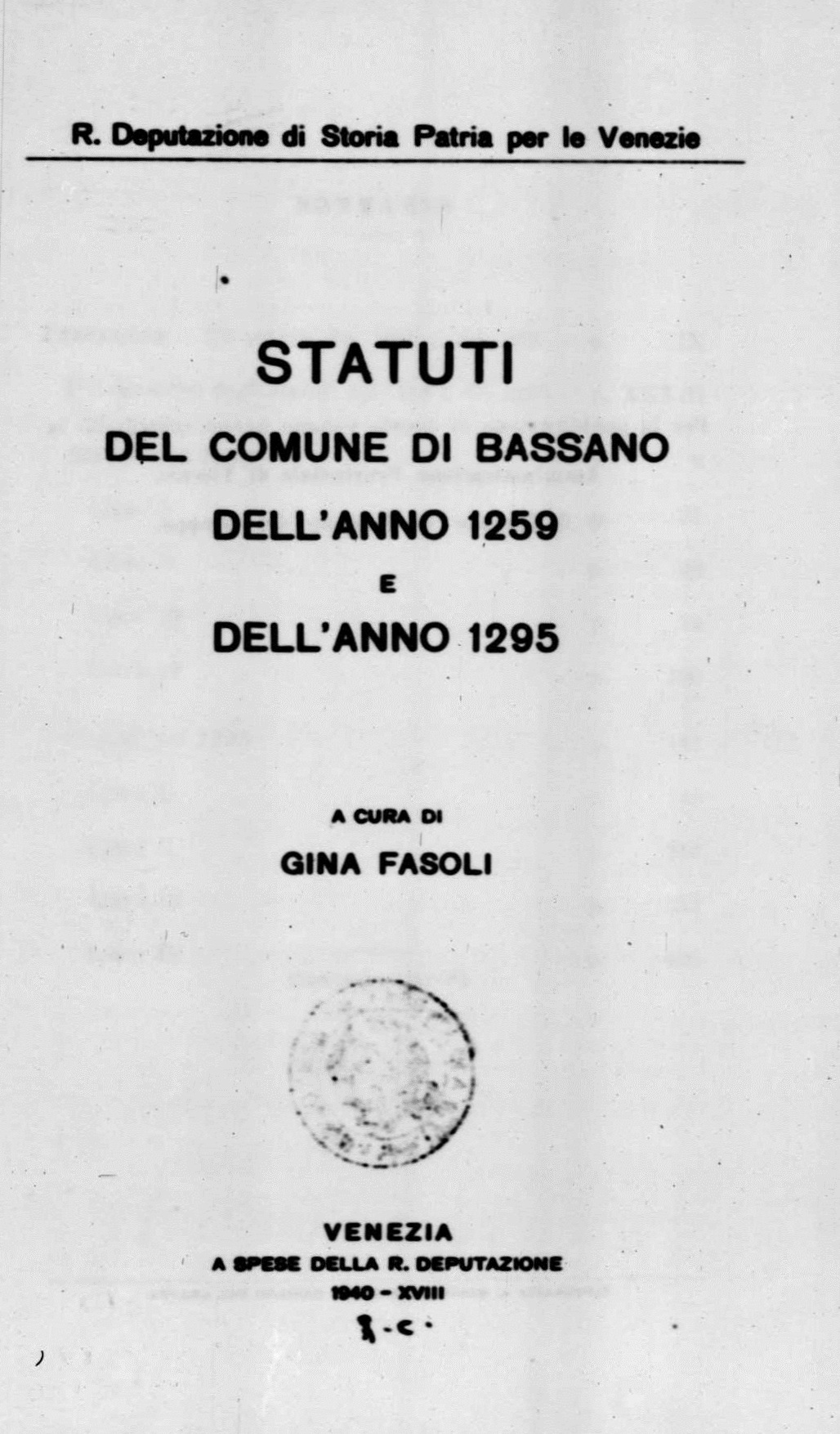
Statuti del comune di Bassano dell'anno 1259 e dell’anno 1295 (1940)

Gina Fasolis Vater Arturo war ein Ingenieur, der sein Studium 1902 in Padua abgeschlossen hatte. Auf der Grundlage seiner Beschäftigung mit Wasserkraft wurde er für den Bau des Aquädukts von Mestre verantwortlich, ebenso wie für den von Asiago. Seine Frau Adele Pozzato gebar am 5. Juni 1905 eine Tochter, doch verstarb Arturo Fasoli an einer Lebensmittelvergiftung bereits am 10. Juni des folgenden Jahres.
Adeles Vater Francesco Pozzato war Assessor bei der Kommune, und auch er arbeitete 1895 an einem Aquädukt, nämlich dem seiner Heimatstadt Bassano. Dem Urgroßvater gehörte eine Druckerei.
Da man glaubte, Gina habe schwache Bronchien, wurde sie zu Hause unterrichtet. Mit neun Jahren ging sie dennoch zum Gymnasium, dem Liceo von Bassano. Ihr wichtigster Lehrer wurde der Sarde Vincenzo Tedesco, der als freischaffender Dozent arbeitete. Schon zu dieser Zeit interessierte sich Luigina für die Geschichten um Ezzelino III. da Romano.
Während des Ersten Weltkriegs zog die Familie nach Bologna, was ihr das Ende der Schulzeit erleichterte. In den Sommerferien fuhren Mutter und Tochter regelmäßig nach Bassano. Diesen Wechsel zwischen den neun Monaten akademischen Lebens und den drei Monaten im ländlichen Ort hielt sie fast ihr Leben lang durch.
Nachdem sie am Liceo Classico Minghetti von Bologna ihre Schule abgeschlossen hatte, schrieb sie sich bereits 1922 an der Facoltà di Lettere in Bologna ein. Bis 1926 lernte sie bei Raffaele Petazzoni. Ihre Abschlussarbeit schrieb sie über die Statuti comunali inediti di Bassano, die unedierten Statuten von Bassano, wodurch sie mit der mittelalterlichen Geschichte vertraut wurde, wofür vor allem ihr Lehrer und Professor für Paläographie, Pietro Torelli, verantwortlich war. Dabei ließ er Fasoli über die komplexen mittelalterlichen Lebensformen schreiben, dem Codex widmete sie hingegen nur vier Seiten. Damit ging sie weit über die Themen, die zu dieser Zeit üblicherweise im Bereich Paläographie und Diplomatik bearbeitet wurden, hinaus.
1927 wurde Luigi Simeoni an die Universität Bologna berufen, mit dem sich über rund ein Vierteljahrhundert ein intensiver Austausch entwickelte. In den nächsten fünf Jahren machte sich Fasoli mit der didaktischen und pädagogischen Seite ihres Berufes vertraut, ein Terrain, auf dem sie später als Meisterin galt. Dem Kreis um Luigi Simeoni gehörten neben Fasoli auch Eugenio Duprè-Theseider und Paolo Lamma an, obwohl keiner von ihnen sein Schüler wurde. Fasoli arbeitete in dieser Zeit im Staatsarchiv Bologna, um sich ein Bild von der äußerst komplexen Quellenlage über die komplizierten Mechanismen der Kommune zu machen, um daraus ein neues Bild zu entwickeln. Daraus entstand eine Geschichte der antimagnatischen Gesetzgebung Bolognas, die 1933 publiziert wurde. Dieser Themenkreis, bereits von Robert Davidsohn und Nicola Ottokar für Florenz bearbeitet, war in Bologna beinahe Neuland. Dabei gelangte sie zu der Erkenntnis, dass die Entstehung der Kommunen nur auf einer vergleichenden Basis erklärt werden könne, die die Entwicklung der internen Verwaltung mit einschließe. Unter dem Pseudonym Gif schrieb sie parallel zu ihren Forschungsarbeiten Artikel für Festa, ein katholisches Blatt für junge Intellektuelle. Darin zeigte sich ihre Fähigkeit, komplexe Vorgänge auch für Laien verständlich aufzubereiten.
Im Archivio Veneto bereitete sie ihre Dissertationsergebnisse so auf, dass ihre Stoßrichtung, abweichend von der bisherigen Rechtsgeschichte, sich viel stärker mit dem Alltagsleben und mit einem Sitz im Leben, der andere Wissenschaften zwangsläufig mit einbezog, verband. Zusammen mit Pietro Sella publizierte sie die Statuten von Bologna von 1288. 1940 erlangte sie eine freie Dozentur in mittelalterlicher Geschichte.
1947–48 nahm sie, nachdem in der unmittelbaren Nachkriegszeit der Lehrbetrieb geruht hatte, ihre Tätigkeit als Assistentin in Bologna wieder auf. Dort griff sie ein neues Thema auf, das des Verhältnisses zwischen den freien Städten und ihrem Umland. Die Gründung der borghi franchi stand dabei im Mittelpunkt. Wiederum unter dem Blickwinkel der gegen die lokalen Großen gerichteten Gesetzgebung, bezog sie erstmals wirtschaftliche Aspekte ein, dazu demographische Fragen, die Sozialstruktur, aber auch die Formen der Auseinandersetzung um den Landbesitz.
Während des Krieges hatte Fasoli ein neues Thema entdeckt, das bis dahin wenig beforscht war, das der Invasion durch die Ungarn im 10. Jahrhundert. Damit überschritt sie den Rahmen der rein italienischen Forschung bei weitem. Methodologisch und mit Blick auf die Quellenlage betrat sie damit das Terrain der hagiographischen und sonstigen erzählerischen Quellen, der verstreuten Urkunden, und sie verließ das Gebiet der Statuten, kommunalen Verträge, wie insgesamt einer dichten städtischen Überlieferung. Zugleich untersuchte sie die Frühzeit der Kommunen, die sich in einem Abwehrkampf sahen.
1949 erschien I Re d’Italia, ein Werk, das die Breite ihrer Ansätze und Interessen bekannt machte. 1950, zahlreiche Professoren waren, von den Faschisten verfolgt, ins Ausland gegangen, wurde Fasoli als erste Frau Italiens zur Professorin für mittelalterliche Geschichte berufen. Sie ging damit nach Catania, wo sie bis zum 31. Januar 1957 lehrte, um dann nach Bologna zurückzukehren. Zunächst arbeitete sie sich in die Geschichte Siziliens ein, um den Interessen ihrer Studenten entgegenzukommen. In Catania unterrichtete Carmelina Naselli Geschichte der Volkstraditionen, was sich für Gina Fasoli insofern auswirkte, als sie nun auch auf anthropologische und volkskundliche Methoden und Fragestellungen zurückgriff. Dazu gehörten Gebräuche, Legenden, aber auch die Regionaldialekte. Ihr schwebte inzwischen eine Art histoire totale vor, eine umfassende, alle Lebensaspekte einschließende Geschichtsauffassung, die sie als „Storia come storia della civiltà“ bezeichnete. Zugleich drang sie weiter ins Frühmittelalter vor und befasste sich mit den Langobarden.
Auf Luigi Simeoni war auf dem Lehrstuhl für Mittelalter und Neuzeit Eugenio Dupré gefolgt, Simeoni, der sie immer wieder ermuntert hatte, und der zugleich ihre Zähigkeit, Intelligenz und ehrliche Arbeit bewundert hatte, starb im Juni 1952. Währenddessen trug Fasoli an der Last, in den 50er Jahren als Frau ihr Amt ausfüllen zu können. Dabei brachte sie ihre Kräfte in die Reorganisation der Historischen Wissenschaften in Italien ein. So entstand etwa das Centro Italiano di Studi sull’alto medioevo in Spoleto, 1955 begann in Rom die Kommission für Stadtgeschichte des internationalen Historikerverbands zu entstehen, die sich komparatistischen Studien der europäischen Städte verschrieb.
Ihr erster Präsident war Hermann Aubin (1955–1958), ihm folgte Hektor Ammann (1958–1967), dann Philippe Wolff (1967–1986). Aus Italien gehörten ihr bis 1980 Ernesto Sestan, Eugenio Duprè, Carlo Guido Mor, Cinzio Violante und Gina Fasoli an. Unter ihren Kollegen entstanden Freundschaften mit Raoul Manselli und Giovanni Tabacco. Mit den Anregungen von der Reichenau oder von anderen Kongressorten kehrte Fasoli zurück. 1966 wurde sie Mitglied des Direktoriums des renommierten Centro di studi sull’alto medioevo in Spoleto. Dort hatte sie selbst 1957 einen Vortrag über die Caratteri del secolo VII gehalten, einen weiteren 1965 über Castelli e signorie rurali, worin sie neue Deutungen des italienischen Feudalismus bekannt machte.
1957 ging sie wieder nach Bologna, wo sie bis 1977 das Istituto di Discipline Storiche e Giuridiche leitete. Dort waren es vor allem die innovativen Forschungsansätze und ihre didaktischen Fähigkeiten, die ihrer Berufung förderlich waren. Als erste Frau der Welt hielt sie eine Semestereröffnungsvorlesung in einem mediävistischen Hochschulinstitut. Darin sprach sie über die Projektionen des Risorgimento von nationaler Identität ins Mittelalter (Nationalkönigtum). In Bologna förderte sie die Suche nach neuen Forschungsmethoden, neuen Wegen der Geschichtsdidaktik, der Interdisziplinarität, dazu den Aufbau einer Spezialbibliothek. Lange vor den Reformen ab 1980 lud sie fachfremde Referenten ein und öffnete das Fach methodologisch. Sie benutzte Luftbilder von Städten, um in die Urbanistik gleichsam das Fährtenlesen einzuführen, mit dem der historische Blick geübt wurde. Für sie war klar, dass das, was die Archäologie und die historische Forschung zutage förderten, den heutigen Sinn verlieh.
In den nächsten Jahren war sie europaweit als Spezialistin für die Geschichte der Ungarn und Langobarden, der Kommunen und des Reichs, der Lega lombarda und Friedrichs II. anerkannt. 1975 wurde sie emeritiert. 1987 erhielt sie den angesehenen Premio Archiginnasio d’oro für Verdienste um die Stadt Bologna. Einen ähnlichen Preis hatte sie bereits 1980 in Bassano erhalten. 1989 erhielt sie eine entsprechende Auszeichnung vom Österreichischen Arbeitskreis für Stadtgeschichtsforschung in Linz.
In den letzten Jahren intensivierte sie Studien zu Bassano, es erschien La Storia e l’Atlante, und sie sammelte nach wie vor einen Studentenkreis um sich.

## Werke (Auswahl)
- Catalogo descrittivo degli statuti Bolognesi conservati nell'Archivio di Stato di Bologna, Biblioteca dell’Archiginnasio, s. II, n. XLI, Bologna 1931.
- Statuti del comune di Bassano dell'anno 1259 e dell'anno 1295, R. Deputazione di Storia Patria per le Venezie, Venedig 1940.
- I Bentivoglio, Nemi, Florenz 1936.
- La Serenissima, Florenz 1937.
- Ricerche sui borghi franchi dell’alta Italia, in: Rivista di storia del diritto italiano XV (1942) 139-214.
- Le incursioni ungare in Europa nel sec. X, G. C. Sansoni, Florenz 1945.
- I re d'Italia (888–962), Sansoni, Florenz 1949.
- Mondo feudale europeo, in: Ernesto Pontieri (Hrsg.): Storia Universale Vallardi, Bd. IV,1, Mailand 1960.
- Che cosa sappiamo delle città italiane nell' Alto Medio Evo, in: Vierteljahrschrift für Sozial- und Wirtschaftsgeschichte 47 (1960) 289–305.
- L'America latina nel periodo coloniale. Aspetti e momenti, Riccardo Pàtron, Bologna 1962.
- Città e sovrani, dalle lezioni tenute alla Facoltà di Magistero dell'Università di Bologna nell'anno accademico 1962–63, Bologna 1963.
- I Longobardi in Italia, dalle lezioni tenute nella Facoltà di Magistero dell'Università di Bologna nell'anno accademico 1964-65, Bologna 1965.
- mit Francesca Bocchi: La città medievale italiana, Sansoni, Florenz 1973.
- Statuti di Bologna dell'anno 1288, Bd. 1, Vatikanstadt 1973.
- mit Antonio Carile: Documenti di storia feudale, Bologna 1974.
- (Hrsg.): Storia della Città di Bologna dal 1116-1280, Bologna 1975 (italienische Ausgabe des Werkes von Alfred Hessel: Geschichte der Stadt Bologna von 1116 bis 1280, Berlin 1910).
- Navigazione fluviale - porti e navi sul Po, in: La navigazione mediterranea nell'alto medioevo, Bd. 2, Spoleto 1978, 565-667.
- mit Reinhard Elze (Hrsg.): Stadtadel und Bürgertum in den italienischen und deutschen Städten des Spätmittelalters, Berlin 1991.
- Ceti dominanti nelle città dell'Italia centro-settentrionale fra X e XII secolo, in: Giorgio Cracco (Hrsg.): Nuovi studi ezzeliniani, Istituto Storico Italiano per il Medioevo, Nuovi Studi Storici, XXI, Rom 1992, S. 3–13.

## Auszeichnungen
- 1970 Medaglia d'Oro dei Benemeriti della Scuola della Cultura e dell'Arte
- 1980 Premio per la cultura della città di Bassano
- 1987 Premio Archiginnasio d'oro del Comune di Bologna
- 1989 Österreichischer Arbeitskreis für Stadtgeschichte, Linz (Ehrenmitglied)